# Brot (Heraldik)
Das Brot ist in der Heraldik im Wappen eine gemeine Figur.
Dargestellt wird eine Backware im Wappen in Form eines Brotlaibes oder in der kleineren Form von Brötchen bzw. Semmeln. Alle heraldisch üblichen Farben und Metalle sind möglich, Gold wird jedoch bevorzugt. Die Wappenfigur ist nicht häufig anzutreffen. Einschnitte oder Muster auf der Oberseite des Brotes sollen dem Naturalistischen nahekommen und die Erkennbarkeit erhöhen. Oft soll die Wappenfigur eine besondere Aussage symbolisieren. Die Gastfreundschaft, welche in vielen Kulturen durch das Reichen von Brot und Salz angezeigt und bekräftigt wird, versucht der Wappenträger hier durch die Darstellung eines Brotes deutlich zu machen. Brot und Fisch sind aber auch biblische Zeichen. Sie gelten als Urbestandteile des Speisungswunders Christi. Brot hat zudem eine hohe Bedeutung für die Eucharistie, in der das Fleisch Christi in der Gestalt von Brot (der Hostie) als heilige Speise empfangen werden soll.
Wenn die erfolgreich verwurzelte Landwirtschaft gezeigt werden soll, ist oft ein Brot im Wappen. Die Abbildung von Getreideähren als heraldisches Motiv erscheint oft als nicht ausreichend und bedarf einer gewollt besseren und deutlicheren Aussage. Die Darstellung eines Brotkorbes erweitert die Figurenform. Die Zahl von Broten ist im Wappen oft nur eines bis drei, selten mehr.

Auderath Sebastianusbrot
Dannstadt-Schauernheim Schretzel
Morshausen Stutzwecken
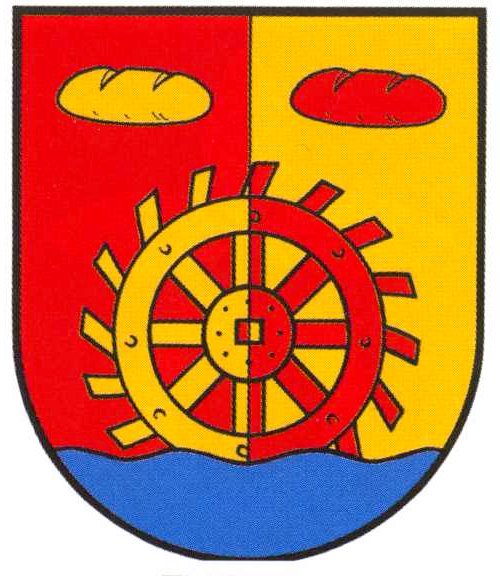
Tiddische mit Mühlrad
Gouy (Seine-Maritime)
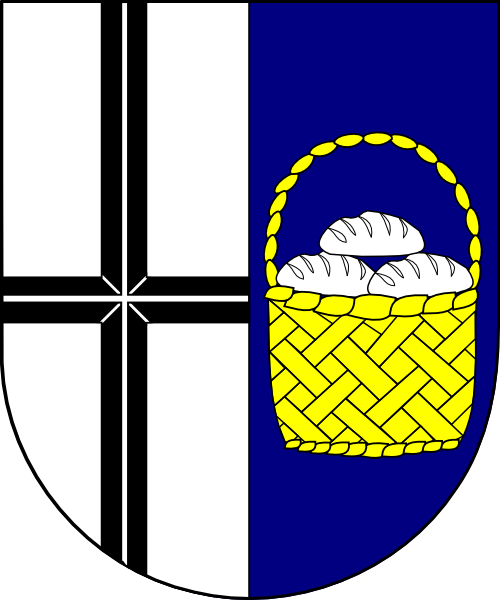
Joachim Meisner als Erzbischof von Köln
und als Bischof von Berlin
Manfred Müller (Bischof) in Augsburg